# Tarachodes abyssinicus
Tarachodes abyssinicus är en bönsyrseart som beskrevs av Max Beier 1931. Tarachodes abyssinicus ingår i släktet Tarachodes och familjen Tarachodidae. Inga underarter finns listade i Catalogue of Life.